# Euonthophagus yama
Euonthophagus yama là một loài bọ cánh cứng trong họ Bọ hung (Scarabaeidae).